# ZF2001
ZF2001, торгова назва RBD-Dimer — кандидат вакцину проти COVID-19, який є субодиничною вакциною, та розроблений компанією «Anhui Zhifei Longcom» у співпраці з Інститутом мікробіології Китайської академії наук. Станом на грудень 2020 року кандидат на вакцину проходив III фазу клінічного дослідження за участю 29 тисяч осіб у Китаї, Еквадорі, Малайзії, Пакистані та Узбекистані. ZF2001 створений на основі технології, яка подібна до використаної технології виробництва інших вакцин на основі білків, які проходять III фазу клінічного дослідження, компаній «Novavax», «Vector Institute» та «Medicago Inc.». Вона застосовується у 3 ін'єкції протягом 2 місяців.
Початково «ZF2001» схвалена до використання в Узбекистані, а згодом і в Китаї. Очікується, що виробництво вакцини буде складати мільярд доз на рік. Результати II фази клінічних досліджень після застосування трьох доз, опубліковані в журналі «The Lancet», показали швидкість сероконверсії нейтралізуючих антитіл від 92 % до 97 %.

## Опис
Згідно опису в журналі «Cell», домен, що зв'язує рецептор шипа CoV (RBD), є привабливою мішенню вакцини проти коронавірусів, але має обмежену імуногенність, проте димерна форма MERS-CoV-RBD має більшу імуногенність. RBD-димер суттєво збільшує кількість нейтралізуючих антитіл у порівнянні зі звичайною мономерною формою та захищала мишей від MERS-CoV-інфекції в експерименті. CoV-RBD-димери отримували у великій кількості в експериментальному виробництві. Замість введення цілого вірусу, субодиничні вакцини містять частинки вірусу, спеціально підібрані для стимулювання імунної відповіді. Оскільки фрагменти вірусу не здатні спричинити хвороби, субодиничні вакцини вважаються дуже безпечними. Серед широко використовуваних субодиничних вакцин є, зокрема, вакцини проти гепатиту B та кашлюку. Проте, оскільки у вакцині наявні лише декілька вірусних компонентів, які не відображають усю складність вірусу, їх ефективність може бути обмеженою. Субодиничні вакцини застосовуються разом із ад'ювантами, тому може знадобитися застосування бустера.
На думку експертів у галузі епідеміології, виробництво цього виду вакцин є стабільним і надійним, а також легше організувати їх масштабне промислове виробництво як у країні-розробнику, так і за кордоном. Проте вони зазначили, що частині вакцинованих може бути дуже незручно приходити до медичних закладів для проведення другого та третього щеплення.

## Розробка

### І-ІІ фаза клінічних досліджень та її результати
У червні 2020 року компанія «Longcom» розпочала подвійне сліпе рандомізоване плацебо-контрольоване дослідження І фази з 50 учасниками віком 18–59 років у Чунцині, розділених на групи з низькими дозами, високими дозами та плацебо.
У липні компанія «Longcom» розпочала рандомізоване подвійне сліпе плацебо-контрольоване дослідження ІІ фази з 900 учасниками віком 18–59 років у місті Чанша у провінції Хунань, розділених на групи з низькими дозами, високими дозами та плацебо. У серпні було розпочато додаткове дослідження II фази з 50 учасниками віком більш ніж 60 років.
Згідно опублікованих у журналі «The Lancet» результатів ІІ фази клінічного дослідження, за дводозовим графіком показники сероконверсії нейтралізуючих антитіл після другої дози становили 76 % (114 із 150 учасників) у групі з 25 мкг та 72 % (108 із 150) у групі з 50 мкг введеного активного компонента вакцини. За графіком із трьома дозами швидкість сероконверсії нейтралізуючих антитіл після третьої дози становила 97 % (143 із 148 учасників) у групі по 25 мкг та 93 % (138 із 148) у групі по 50 мкг. Через 7-14 днів після введення третьої дози сероконверсія нейтралізуючих антитіл досягла рівнів, які були значно вищими, ніж у сироватці крові одужуючих хворих COVID-19, особливо у групі 25 мкг.

### ІІІ фаза клінічних досліджень
У грудні компанія «Longcom» розпочала проведення рандомізованого подвійного сліпого плацебо-контрольованого клінічного дослідження III фази з 29 тисячами учасників, у тому числі 750 учасників від 18 до 59 років та 250 учасників старші 60 років у Китаї, та 21 тисяча учасників від 18 до 59 років та 7 тисяч учасників старші 60 років за межами Китаю.
У грудні малайзійська компанія «MyEG» повідомила, що проводитиме клінічне дослідження III фази в країні. Якщо дослідження буде успішним, «MyEG» стане єдиним дистриб'ютором «ZF2001» в Малайзії на 3 роки.
У грудні Узбекистан розпочав клінічне дослідження «ZF2001» III фази терміном 1 рік за участю 5 тисяч добровольців віком від 18 до 59 років.
У грудні міністр охорони здоров'я Еквадору Хуан Карлос Севальйос повідомив, що у клінічному дослідженні III фази будуть брати участь від 5 до 8 тисяч добровольців.
У лютому Пакистанське агентство з контролю за ліками схвалило проведення клінічного дослідження III фази за участю близько 10 тисяч добровольців, які проводитимуться в медичному університеті Лахора, центральному військовому госпіталі та лікарні Ага Хана.
Ведуться переговори щодо початку ІІІ фази клінічних досліджень в Індонезії.

### Варіанти COVID-19
У лютому в лабораторних дослідженнях дванадцяти зразків сироватки, відібраних у щеплених вакцинами BBIBP-CorV та «ZF2001», зберігалася нейтралізуюча активність щодо варіанта 501.V2, хоча з меншою активністю, ніж щодо оригінального вірусу. Для «ZF-2001» середні геометричні титри зменшились у 1,6 рази; із 106,1 до 66,6, що було менше, ніж антисироватки щеплених мРНК-вакцинами, із зменшенням у 6 разів. Попередні клінічні дані щодо щеплень вакцинами «Novavax» та «Johnson & Johnson» також показали, що вони були менш ефективними у профілактиці COVID-19 у ПАР, де дуже поширений новий варіант вірусу.

## Виробництво
Завод з виробництва вакцини «ZF2001» було введено в експлуатацію у вересні 2020 року. У лютому 2021 року генеральний директор «Zhifei Longcom» Пу Цзян повідомив, що компанія має виробничі потужності для виробництва 1 мільярда доз вакцини на рік.

## Маркетинг та постачання
1 березня 2021 року Узбекистан схвалив застосування «ZF2001» (під торговою назвою «ZF-UZ-VAC 2001») після проведення III фази клінічного дослідження. У березні 2021 року Узбекистан отримав 1 мільйон доз вакцини, і планував розпочати масову вакцинацію 5 квітня.
15 березня Китай схвалив «ZF2001» для обмеженого використання після того, як вакцину на початку місяця схвалив для застосування Узбекистан.